# San Giovanni Battista delle Monache (Nápoly)
A San Giovanni Battista delle Monache templom Nápoly történelmi központjában.

## Története
Francesco Antonio Picchiatti építette 1673 és 1681 között. Homlokzata a következő században készült el Giovan Battista Nauclerio tervei alapján. A templomhoz egykoron hat kolostor tartozott, így a város legnagyobb kiterjedésű hasonló jellegű épületegyüttese volt. A kolostorok közül egyedül a San Giovaniello maradt fenn. A 19. században ide költözött be a Szépművészeti Akadémia Errico Alvino tervei alapján. A templom 1930-ban egy földrengésben súlyos károkat szenvedett, de felújították. Az 1970-es években egy újabb restauráláson esett át, ezt követően számos műtárgyát múzeumokba szállították át. Az 1980-as hirpiniai földrengésben szintén súlyos károkat szenvedett. Megromlott állaga miatt nem látogatható.